# Servië op de Olympische Winterspelen 2010

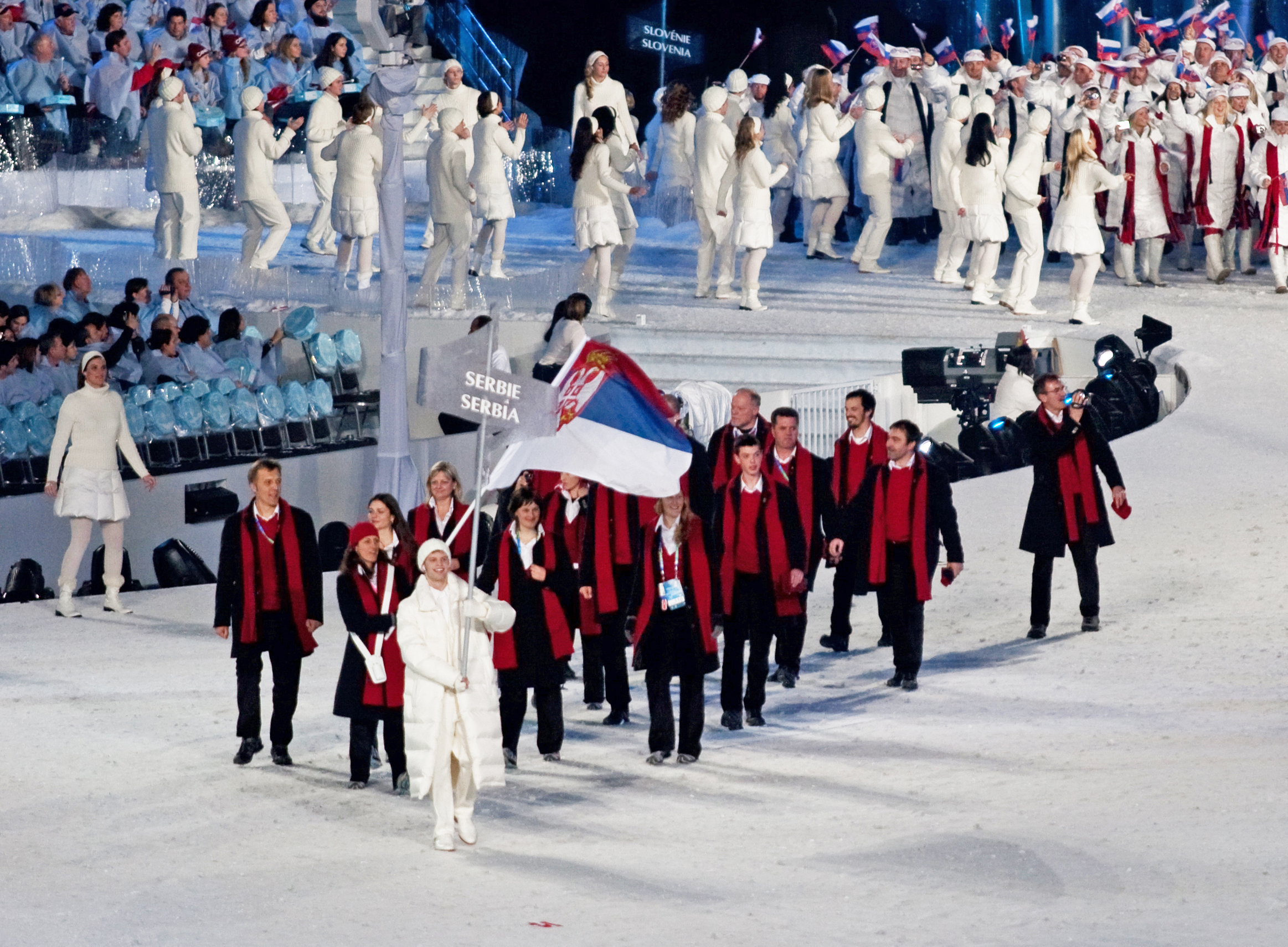
Het team van Servië bij de opening

Tijdens de Olympische Winterspelen van 2010, die in Vancouver (Canada) werden gehouden, debuteerde Servië op de Winterspelen.

## Deelnemers en resultaten
(m) = mannen, (v) = vrouwen 

### Alpineskiën
| Olympiër          | Discipline       | Resultaat | Prestatie                          |
| ----------------- | ---------------- | --------- | ---------------------------------- |
| Nevena Ignjatović | reuzenslalom (v) | 39e       | 2.37,51 (+10,40) — 1.20,04+1.17,47 |
| Nevena Ignjatović | slalom (v)       | 32e       | 1.50,48 (+7,59) — 55,27+55,21      |
| Jelena Lolović    | super g (v)      | 30e       | 1.26,67 (+6,53)                    |
| Jelena Lolović    | reuzenslalom (v) | 33e       | 2.34,54 (+7,43) — 1.20,03+1.14,51  |
| Jelena Lolović    | slalom (v)       | DNS-2     | niet gestart run 2 — 1.05,67+DNS   |
| Marija Trmčić     | slalom (v)       | DNF-1     | opgave run 1                       |

### Biatlon
| Olympiër         | Discipline            | Resultaat | Prestatie                                  |
| ---------------- | --------------------- | --------- | ------------------------------------------ |
| Milanko Petrović | 10 km sprint (m)      | 81e       | 28.38,9 (+4.31,1) pen.: 4 (1 + 3)          |
| Milanko Petrović | 20 km individueel (m) | 87e       | 59.44,0 (+11.21,5) pen.: 7 (2 + 1 + 2 + 2) |

### Bobsleeën
| Olympiër                                                   | Discipline               | Resultaat | Prestatie                                       |
| ---------------------------------------------------------- | ------------------------ | --------- | ----------------------------------------------- |
| Vuk Rađenović Igor Sarčević Slobodan Matijević Miloš Savić | viermansbob (m) Servië I | 18e       | 3.30,35 (+5,89) (52,37 / 52,40 / 52,84 / 52,74) |

### Langlaufen
| Olympiër       | Discipline            | Resultaat | Prestatie          |
| -------------- | --------------------- | --------- | ------------------ |
| Amar Garibović | 15 km vrije stijl (m) | 80e       | 40.12,0 (+6.35,7)  |
| Belma Šmrković | 10 km vrije stijl (v) | 78e       | 35.47,4 (+10.49,0) |

Albanië · Algerije · Andorra · Argentinië · Armenië · Australië · Azerbeidzjan · België · Bermuda · Bosnië en Herzegovina · Brazilië · Bulgarije · Canada · Chili · China · Chinees Taipei · Colombia · Cyprus · Denemarken · Duitsland · Estland · Ethiopië · Finland · Frankrijk · Georgië · Ghana · Griekenland · Groot-Brittannië · Hongarije · Hongkong · Ierland · IJsland · India · Iran · Israël · Italië · Jamaica · Japan · Kaaimaneilanden · Kazachstan · Kirgizië · Kroatië · Letland · Libanon · Liechtenstein · Litouwen · Macedonië · Marokko · Mexico · Moldavië · Monaco · Mongolië · Montenegro · Nederland · Nepal · Nieuw-Zeeland · Noord-Korea · Noorwegen · Oekraïne · Oezbekistan · Oostenrijk · Pakistan · Peru · Polen · Portugal · Roemenië · Rusland · San Marino · Senegal · Servië · Slovenië · Slowakije · Spanje · Tadzjikistan · Tsjechië · Turkije · Verenigde Staten · Wit-Rusland · Zuid-Afrika · Zuid-Korea · Zweden · Zwitserland